# Élisabeth Traissac
Élisabeth Traissac, née le 17 février 1927 à Bordeaux, où elle est morte le 11 février 2009, est une bibliothécaire française.

## Biographie
Reçue au diplôme technique de bibliothécaire en 1948, historienne de formation (mémoire de DES soutenu en 1954 à Bordeaux intitulé Le peuplement et la vie rurale du Bazadais jusqu'à la Guerre de Cent Ans), elle devient bibliothécaire à l'Université de Paris. Elle est mutée à Bordeaux en tant que responsable de la section droit-sciences économiques de la Bibliothèque interuniversitaire de Bordeaux. Elle devient conservateur en chef et directrice de la Bibliothèque interuniversitaire de Bordeaux de 1974 à 1991.
À partir de 1968, elle a notamment élaboré la Classification de Bordeaux.
Elle meurt à Bordeaux le 11 février 2009.

## Publications
Articles
- « Les abbayes cisterciennes de Fontguilhem et du Rivet et leur rôle dans le défrichement médiéval en Bazadais », Revue historique de Bordeaux et du département de la Gironde, deuxième série no 9,‎ 1960, p. 142-158 (ISSN 0242-6838)
- « Un projet de ville dans le Médoc au XVIIIe siècle », Bulletin et mémoires de la Société archéologique de Bordeaux,‎ 1972, p. 167-175 (ISSN 0755-7051)
- « Les fonds anciens de la bibliothèque inter-universitaire de Bordeaux », Revue française d'histoire du livre, vol. 5 (nouvelle série), nos 10-12,‎ 1976, p. 247-249
- « De l'installation d'un système de détection des vols d'ouvrages dans une bibliothèque », Bulletin des bibliothèques de France, no 5,‎ 1976, p. 223-229 (lire en ligne)

Traductions
- Vie de saint Gérard de Corbie, fondateur de l'Abbaye de la Sauve-Majeure en Entre-Deux-Mers, écrite au XIIe siècle par un moine anonyme de l'abbaye  (trad. du latin par Élisabeth Traissac), Branne, Comité de Liaison Entre-Deux-Mers - Association historique des Pays de Branne, coll. « Archives et chroniques de l'Entre-Deux-Mers », 1995, 71 p. (SUDOC 133561631)